# Vlag van Friens

Vlag van Friens

De vlag van Friens is het dorpsvlag van het Nederlandse dorp Friens, in de Friese gemeente Leeuwarden. Bij gemeenteraadsbesluit van 8 december 1985 zijn een wapen en een vlag vastgesteld voor de 18 dorpen van de voormalige gemeente Boarnsterhim. De vlag werd in 1986 geregistreerd.

## Beschrijving
De beschrijving van de vlag is als volgt:
Twee lengtebanen van wit en rood, met de lengteverhoudinge van 2:1; in de witte baan twee groene takken, schuin over elkaar heen.
De kleuren zijn afkomstig van het dorpswapen.

## Symboliek

Takken: ontleend aan het wapen van de familie Van Beslinga, deze familie is afkomstig van de voormalige Beslinga State.